# Crisnée
Crisnée (in vallone Crusnêye) è un comune belga di 2 828 abitanti, situato nella provincia vallona di Liegi.